# DKT – Das kaufmännische Talent
DKT – Das kaufmännische Talent ist ein Brettspiel mit einem ähnlichen Spielmechanismus wie Monopoly und basiert auf The Landlord’s Game. Es ist in Österreich eines der erfolgreichsten Brettspiele. 1936 wurde das Spiel unter dem Titel Spekulation bei der 1857/1868 gegründeten Wiener Druckerei Stockinger und Morsack (Stomo Spiele) publiziert.
Nach dem Anschluss Österreichs an das Deutsche Reich 1938 wurde es 1940/41 in DKT umbenannt, um einer Zensur zu entgehen, da Monopoly unter der nationalsozialistischen Herrschaft seit 1936 verboten war.
In den 1960er Jahren wurden einzelne Illustrationen getauscht, ansonsten ist das Spiel unverändert geblieben. Ab 1990 wurde das Spiel von Peri Spiele verlegt. Nach dem Konkurs der Perner Produktions GmbH, dem Eigentümer des Labels Peri Spiele, im Jahre 2004 wurde DKT ab 2005 von Freyspiel verlegt und 2007 von Brevillier – Urban in drei Ausgaben (Nostalgie-Edition, City-Edition, Jolly-Edition) herausgegeben. Seit 2008 wird das Spiel von Piatnik produziert.

## Bilder

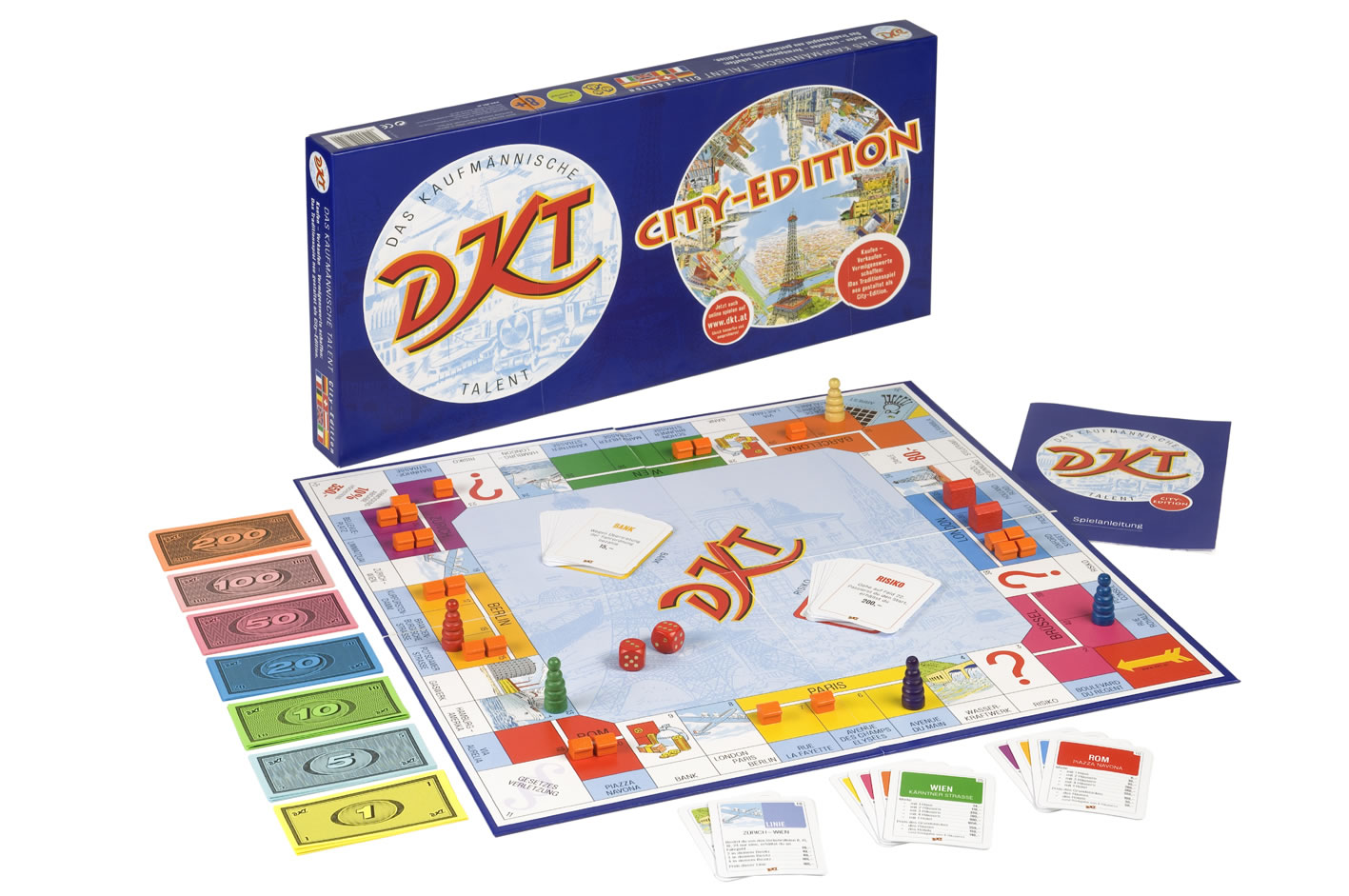
City-Edition (2007)
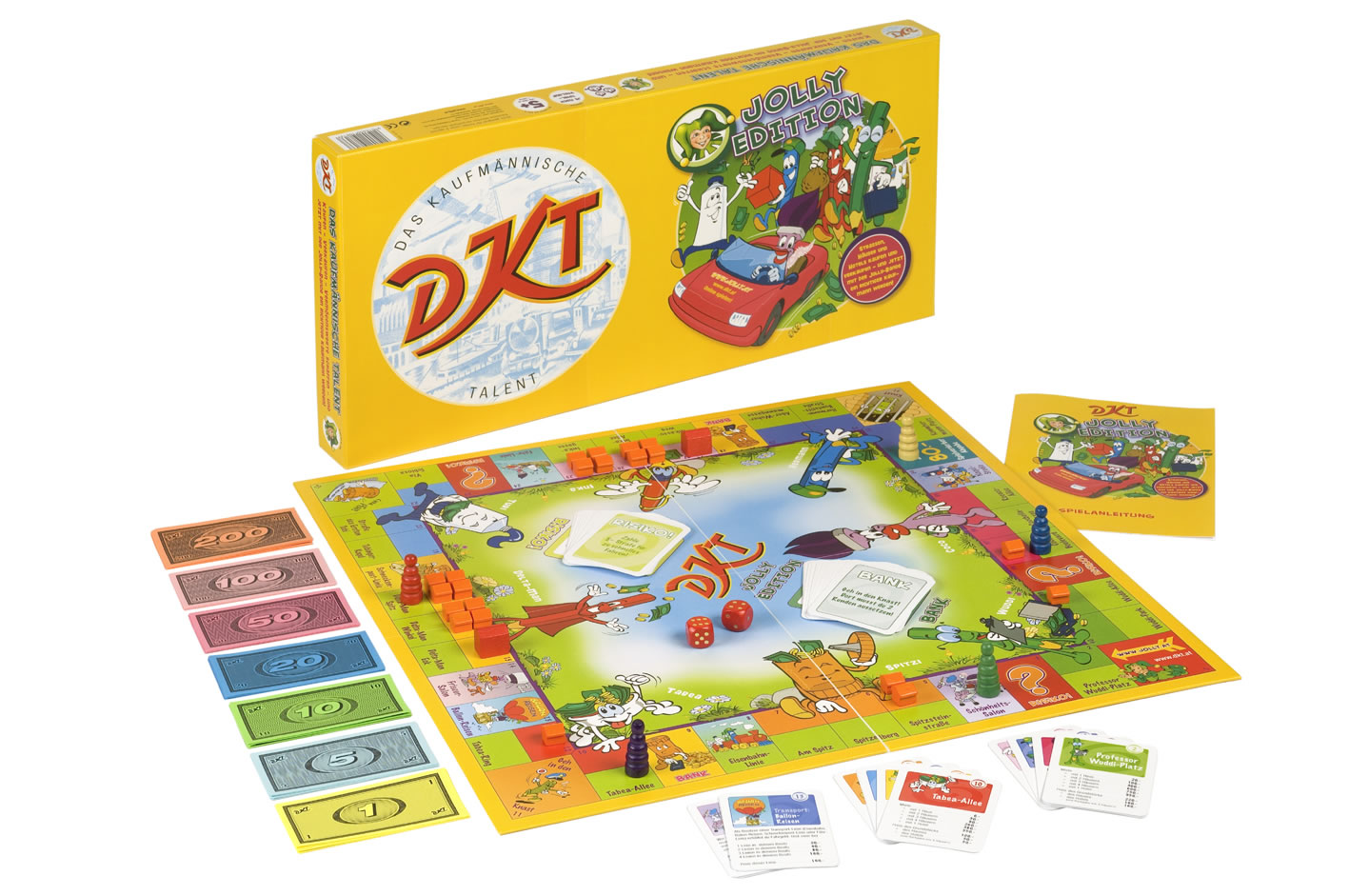
Jolly-Edition (2007)
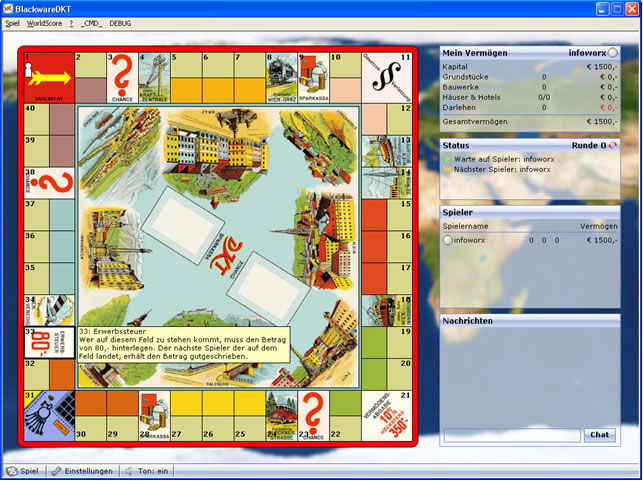
Onlineversion (Alpha-Version, 2005)

Anmerkung: Die auf den Bildern abgebildeten Spielsituationen entsprechen nicht den offiziellen Regeln. So ist in einer Stadt lediglich ein Unterschied von einem Haus auf den Straßen erlaubt (z. B. auch 4-4-Hotel).